# Bóng đá tại Thế vận hội Mùa hè 2004
Bóng đá tại Thế vận hội Mùa hè 2004 bắt đầu vào ngày 11 tháng 8 (hai ngày trước lễ khai mạc) và kết thúc vào ngày 28 tháng 8.
Giải đấu diễn ra 4 năm/lần, kết hợp với Thế vận hội (Olympic) Mùa hè. Các hiệp hội bóng đá trực thuộc FIFA được cử đội tuyển bóng đá U-23 nam và đội tuyển bóng đá nữ của họ. Giải đấu nam cho phép tối đa 3 cầu thủ quá tuổi tham gia đội U-23.

## Các sân vận động tổ chức
| Sân vận động Olympic (Athens) | Sân vận động Pampeloponnisiako |
| Sức chứa: 71.030              | Sức chứa: 23.558               |
|                               |                                |
| Piraeus                       | Thessaloniki                   |
| Sân vận động Karaiskakis      | Sân vận động Kaftanzoglio      |
| Sức chứa: 33.334              | Sức chứa: 27.770               |
|                               |                                |
| Heraklion                     | Volos                          |
| Sân vận động Pankritio        | Sân vận động Panthessaliko     |
| Sức chứa: 26.240              | Sức chứa: 22.700               |
|                               |                                |

## Nam
| Sự kiện     | Vàng | Bạc | Đồng |
| ----------- | --- | --- | --- |
| Bóng đá nam | Argentina (ARG) · Roberto Ayala · Nicolás Burdisso · Wilfredo Caballero · Fabricio Coloccini · César Delgado · Andrés D'Alessandro · Leandro Fernández · Luciano Figueroa · Cristian 'Kily' González · Luis González · Mariano González · Gabriel Heinze · Germán Lux · Javier Mascherano · Nicolás Medina · Clemente Rodríguez · Mauro Rosales · Javier Saviola · Carlos Tevez · Huấn luyện viên: Marcelo Bielsa | Paraguay (PAR) · Rodrigo Romero · Emilio Martínez · Julio Manzur · Carlos Gamarra · José Devaca · Celso Esquivel · Pablo Giménez · Edgar Barreto · Fredy Barreiro · Diego Figueredo · Aureliano Torres · Pedro Benítez · Julio César Enciso · Julio González · Ernesto Cristaldo · Osvaldo Díaz · José Cardozo · Diego Barreto · Huấn luyện viên: Carlos Jara Saguier | Ý (ITA) · Marco Amelia · Andrea Barzagli · Daniele Bonera · Cesare Bovo · Giorgio Chiellini · Daniele De Rossi · Simone Del Nero · Marco Donadel · Matteo Ferrari · Andrea Gasbarroni · Alberto Gilardino · Emiliano Moretti · Giandomenico Mesto · Angelo Palombo · Ivan Pelizzoli · Giampiero Pinzi · Andrea Pirlo · Giuseppe Sculli · Huấn luyện viên: Claudio Gentile |

## Nữ
| Sự kiện    | Vàng | Bạc | Đồng |
| ---------- | --- | --- | --- |
| Bóng đá nữ | Hoa Kỳ (USA) · Briana Scurry · Heather Mitts · Christie Rampone · Cat Reddick · Lindsay Tarpley · Brandi Chastain · Shannon Boxx · Angela Hucles · Mia Hamm · Aly Wagner · Julie Foudy · Cindy Parlow · Kristine Lilly · Joy Fawcett · Kate Markgraf · Abby Wambach · Heather O'Reilly · Kristin Luckenbill · Huấn luyện viên: April Heinrichs | Brasil (BRA) · Andréia · Maravilha · Mônica · Tânia · Juliana · Daniela · Rosana · Renata Costa · Aline · Formiga · Elaine · Maycon · Pretinha · Marta · Cristiane · Roseli · Dayane · Grazielle · Huấn luyện viên: Renê Simões | Đức (GER) · Silke Rottenberg · Kerstin Stegemann · Kerstin Garefrekes · Steffi Jones · Sarah Günther · Viola Odebrecht · Pia Wunderlich · Petra Wimbersky · Birgit Prinz · Renate Lingor · Martina Müller · Navina Omilade · Sandra Minnert · Isabell Bachor · Sonja Fuss · Conny Pohlers · Ariane Hingst · Nadine Angerer · Huấn luyện viên: Tina Theune-Meyer |